# 桜木里咲
桜木 里咲（さくらぎ りさ ）は、日本のプロ雀士。埼玉県出身。日本プロ麻雀連盟所属、34期生（後期）、二段。プロ雀士としての愛称は「逆境の桜吹雪」。

## プロフィール
- 麻雀プロを目指したのは、RTDリーグで白鳥翔プロの麻雀を見たから。
- 同期の夏目翠プロのサポーター、所謂“ミドレンジャー”であることを公言しており、麻雀格闘倶楽部2021では、4242票を夏目翠プロに投じて、上位サポーター48位となった。
- 小学生の娘がいる。
- 自宅に全自動麻雀卓があり、娘も一緒に家族麻雀を楽しんでいる。

## 第三期桜蕾戦準優勝にまつわるエピソード
- 本選出場16名を決定する予選を前に「予選を通らなかったらプロを辞める」という決意を胸に秘めていた。
- 本選直前に新車を購入し「桜蕾戦を4回優勝しないといけない。」とツィートした。
- ベスト16での勝ち上がり後のインタビューで娘にメッセージを送ったが、その時娘はゲームに夢中だった。
- ベスト８と決勝のインタビューでは自身の番が来る前に敗退した対局者のインタビューにもらい泣きをしていた。
- ベスト８の対局後、ゲスト解説であった魚谷侑未プロから「女流プロには珍しい守備型の麻雀スタイル」と称された。